# Vladimir Propp
Pour les articles homonymes, voir Propp.
Vladimir Iakovlevitch Propp, né à Saint-Pétersbourg le 29 avril 1895 et mort à Leningrad le 22 août 1970 est un folkloriste qui s'est rendu célèbre en Occident par son étude de la composition / structure des contes merveilleux russes, et qui se consacra à de nombreux travaux sur le folklore et plus particulièrement le folklore slave (conte, chant épique, chanson lyrique ...). Ce n'est que dans son dernier livre, resté inachevé, qu'il a aussi écrit sur la littérature.
Publié en Union soviétique sous le titre Morphologie du conte en 1928, son premier ouvrage que lui-même intitulait Morphologie du conte merveilleux, provoque une polémique importante en France dans les années 1970, lorsqu'il est traduit et publié en français, polémique due notamment à des malentendus linguistiques et culturels. D'autres critiques argumentées ont été émises depuis lors, en particulier à partir du moment où les contes d'Afanassiev, utilisés comme corpus par Propp, ont commencé à être accessibles en français.

## Biographie
Né dans une modeste famille russe d'origine allemande, Vladimir Propp fit carrière toute sa vie dans l'enseignement. Il commença sa carrière comme instituteur, puis comme professeur d'allemand, d'abord dans le secondaire puis dans le supérieur (sa première publication est un cours de grammaire allemande). Suivant les normes de l'époque, il enseignait aussi le russe et bientôt, il se consacra au folklore russe. Il devint professeur à l'université de Leningrad en 1938. Il eut du mal à asseoir son autorité au début de sa carrière, mais son prestige devint immense à la fin de sa vie. Ses cours sur le conte russe à l'université de Leningrad étaient un évènement.

## Œuvre
Elle concerne le folklore à travers le prisme du folklore russe. Son autorité devint immense en Union Soviétique après la publication, non de ses ouvrages sur le conte, pour lesquels l'accueil resta mitigé, mais de son volumineux ouvrage Le Chant épique russe qui, publié en 1955, connut une réédition élargie en 1958. Ce livre flattait le nationalisme russe et il permit à son auteur d'asseoir sa renommée. Sa polémique avec Claude Lévi-Strauss (sur le conte) d'un côté, avec Boris Rybakov (sur le chant épique) de l'autre, acheva de faire de lui le folkloriste le plus en vogue du moment. Ces revirements de fortune n'ont eu que très peu d'influence sur son œuvre proprement dite. Ses livres sur le conte ont été traduits dans de  nombreuses langues. L'ensemble de son œuvre est régulièrement réédité en Russie.

## Ouvrages de Propp
- Morphologie du conte (Морфология сказки), Leningrad 1928
- Les Racines historiques du conte merveilleux (Исторические корни волшебных сказок), Leningrad 1946
- Le chant épique russe (Русский героический эпос), Leningrad 1955
- En 1958, il est le rédacteur en chef de la 5e édition complète des Contes populaires russes d'Alexandre Afanassiev
- Les Chansons lyriques populaires (Народные лирические песни), Leningrad 1961
- Les fêtes agraires russes (Русские аграрные праздники), Leningrad 1963

Ses ouvrages ont été réédités fréquemment depuis sa mort, Morphologie du conte étant devenu Morphologie du conte merveilleux, suivant le souhait de l'auteur.
Ses articles sur le conte merveilleux, publiés pour la première fois dans des revues entre 1929 et 1946, ont été réédités en 1976 à Leningrad dans le recueil Folklore et réalité (Фольклор и действительность).
Parmi eux, il faut citer:
- L'Arbre magique sur la tombe (Волшебное дерево на могиле)
- La Naissance merveilleuse (Чудесное рождение)
- Le Rire rituel dans le folklore (Ритуальный смех в фольклоре)
- Œdipe à la lumière du folklore (Едип в свете фольклора)

- L'article Le Conte cumulatif qui s'attache à la composition de ce genre de conte a été publié pour la première fois dans ce recueil de 1976.

- L'article Approche structurale et approche historique du conte merveilleux, article-réponse à l'article de Claude Lévi-Strauss, a été publié pour la première fois en italien en 1966 et en russe en 1976 dans ce même recueil.

Les ouvrages suivants ont été publiés post mortem :
- Les Problèmes du comique et du rire (Проблемы комизма и смеха) 1984, dernier livre resté inachevé ;
- Le Conte russe (Русская сказка) 1984, qui est le cours qu'il faisait à l'université de Leningrad.

### Traductions françaises
- Morphologie du conte, Seuil, coll. « Points / Essais », 1970.  (ISBN 978-2020005876) - rééd. 2015 (trad. Marguerite Derrida)
- Les Racines historiques du conte merveilleux, coll. « Bibliothèque des sciences humaines », Gallimard, 1983 (trad. Lise Gruel-Apert)
- Les Fêtes agraires russes, coll. « Les littératures populaires de toutes les nations », Maisonneuve et Larose, 1987 (trad. Lise Gruel-Apert)
- Le Rire rituel dans le folklore verbal (à propos du conte La Princesse qui ne riait jamais, revue IRIS, Grenoble 3, 2004, n° 27
- Approche structurale et approche historique du conte merveilleux, revue IRIS, Grenoble 3, 2003
- Le Conte russe, Imago, 2017 (trad. et présent. Lise Gruel-Apert)  (ISBN 978-2-84952-905-8)